# Majur
Majur es un municipio de Croacia en el condado de Sisak-Moslavina.

## Geografía
Se encuentra a una altitud de 160 m s. n. m. a 90,8 km de la capital nacional, Zagreb.

## Demografía
En el censo 2011, el total de población del municipio fue de 1 192 habitantes, distribuidos en las siguientes localidades:
- Gornja Meminska - 17
- Gornji Hrastovac - 210
- Graboštani - 129
- Kostrići - 3
- Majur - 325
- Malo Krčevo - 19
- Mračaj - 43
- Srednja Meminska - 63
- Stubalj - 191
- Svinica - 113
- Veliko Krčevo - 79